# Renault Kangoo II
Le Renault Kangoo II est un véhicule utilitaire léger produit par le constructeur français Renault depuis mai 2007. Il s'agit de la seconde génération du Renault Kangoo depuis 1997.
Il existe en version rallongée, en version raccourcie et, pour le marché suédois, en version pick-up. Le Kangoo II est fabriqué à Maubeuge.
Faisant suite au partenariat Renault-Nissan et Daimler AG, Mercedes propose depuis 2012 le Citan, un proche dérivé du Kangoo.
Dès 2019, il est vendu sous une variante rebadgée Nissan sous le nom de NV250 en remplacement de la version thermique du NV200.
Le Renault Kangoo II est transformé (stickers, découpes de carrosserie, habillage fourgon, aménagements fourgon, conversion pour le transport de personnes à mobilité réduite) par Renault Pro+ sur le site normand de Qstomize à Heudebouvillle, en France. Il en est de même pour son clone japonais le Nissan NV250 et son jumeau allemand le Mercedes-Benz Citan I.

## Phase 1 (2007-2013)
Le Kangoo II phase 1 est produit de 2007 à 2013. La version utilitaire s'appelle Kangoo Express et la version destinée aux particuliers s'appelle Kangoo. Le design développé par l'équipe LCV: Piero Stroppa, Louis Morasse et Luciano Bove (design manager)[réf. nécessaire].
Il concurrence les Peugeot Partner II, Citroën Berlingo II et Fiat Doblò II.

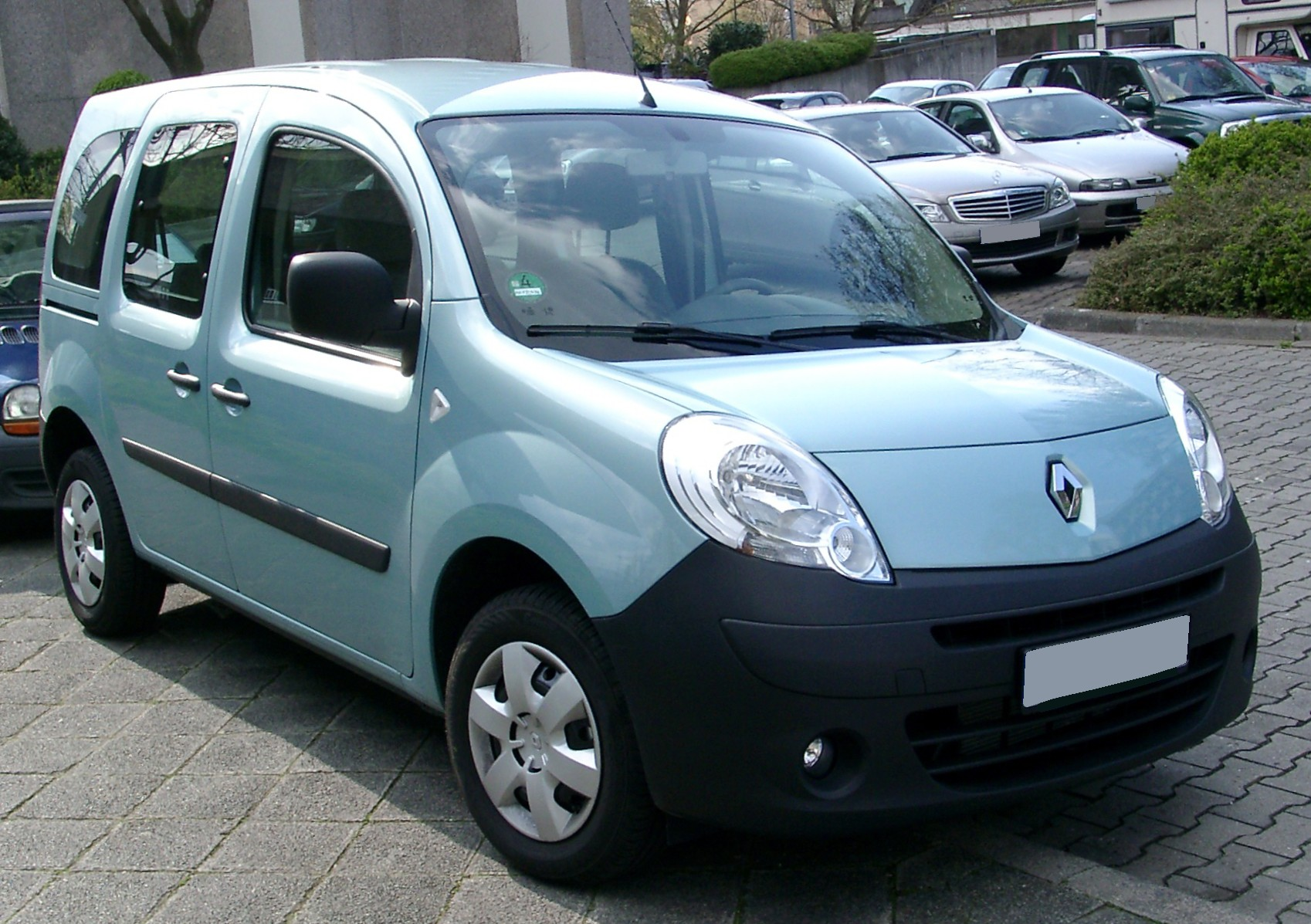
Renault Kangoo II phase I Ludospace
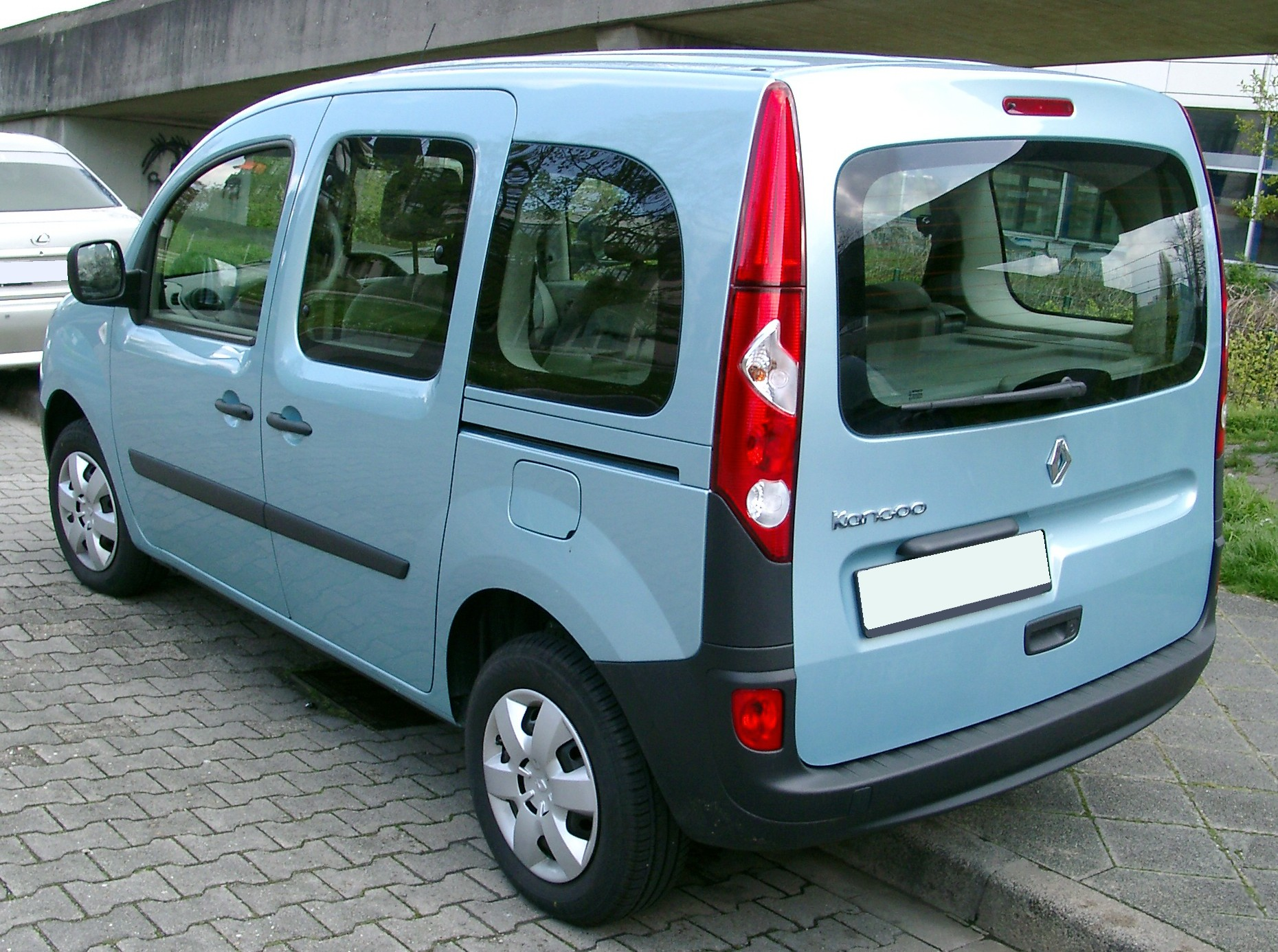
Renault Kangoo II phase I Ludospace

### Kangoo Express

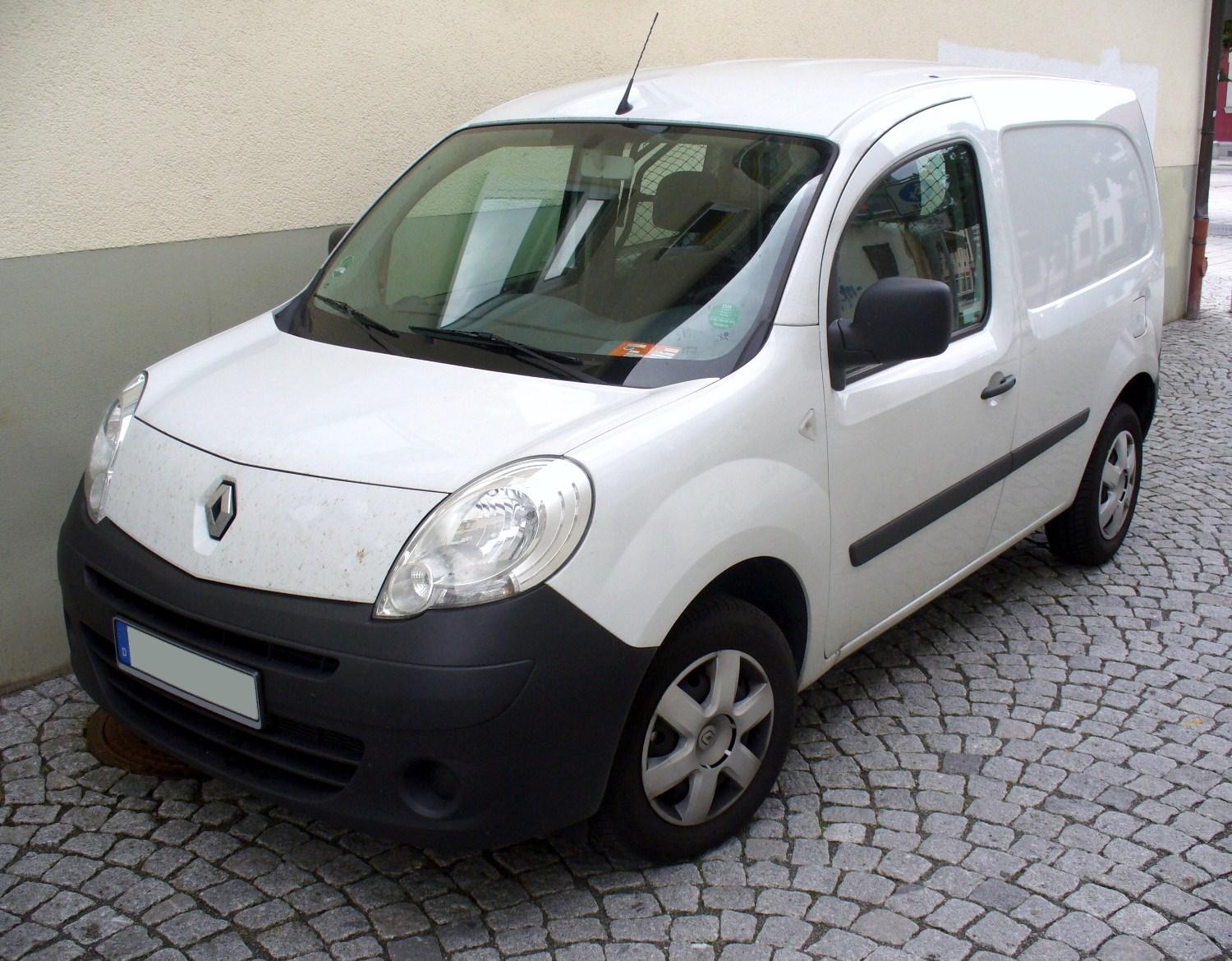
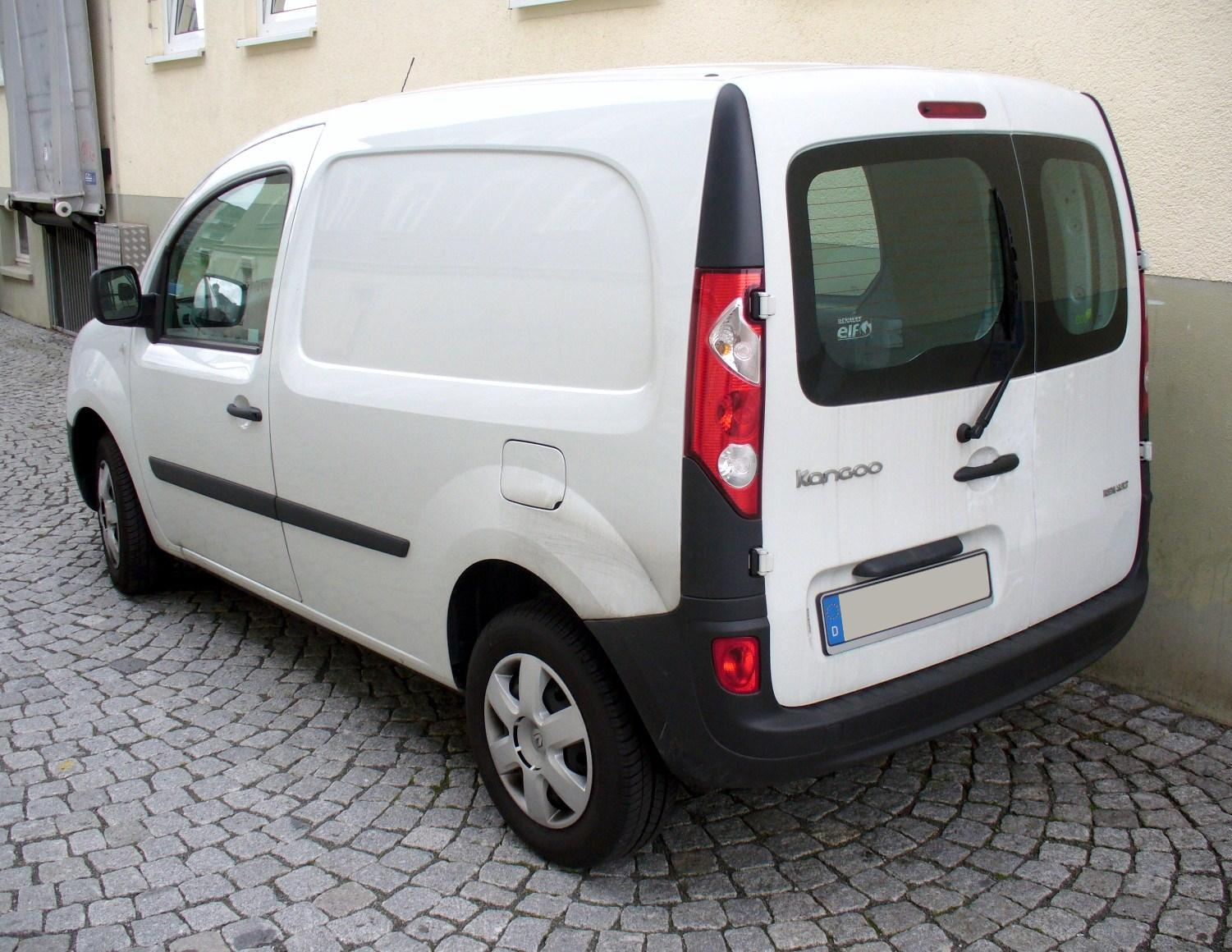

## Phase 2 (2013-2021)
Le Kangoo 2 phase 2 est produit depuis mars 2013. Il adopte une nouvelle calandre, inspirée de celle du concept-car DeZir (reprise sur Frendzy) dévoilé en 2010 tandis que les phares, le bouclier et les feux arrière sont redessinés. Son style est réalisé par l'équipe design LCV de Renault, gérée par Louis Morasse (directeur du design) et Bruno Raspail (design manager)[réf. nécessaire].
Lors de la phase 2 apparaît une version baroudeuse appelée Kangoo Extrem. Elle dispose d'un look revu et de la technologie Extended Grip, mais ne propose pas 4 roues motrices.
À partir du 2018, le Kangoo reçoit des feux de jour à LED sur certaines finitions.

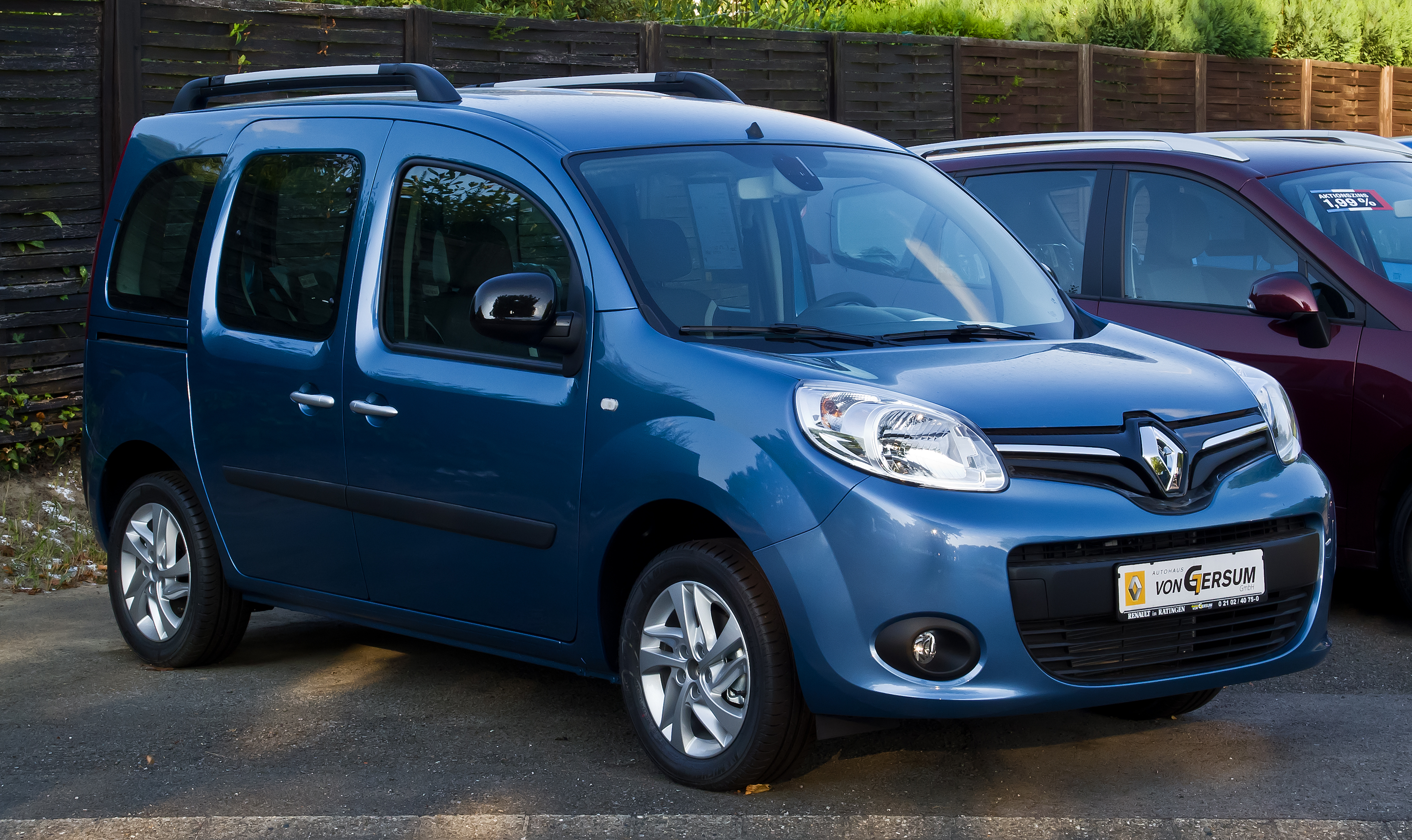
Renault Kangoo II phase II Ludospace.
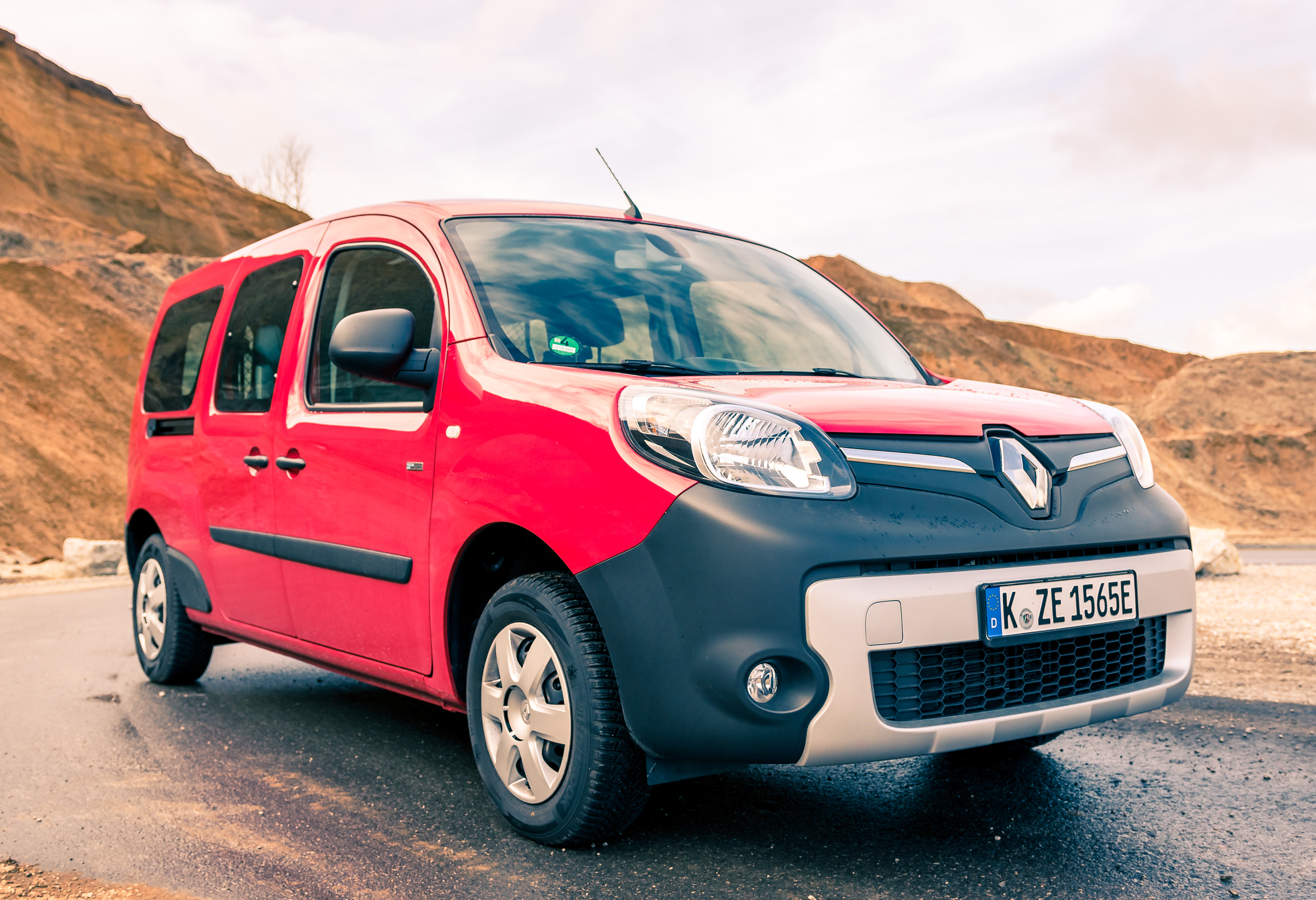
Renault Kangoo II phase II Z.E.
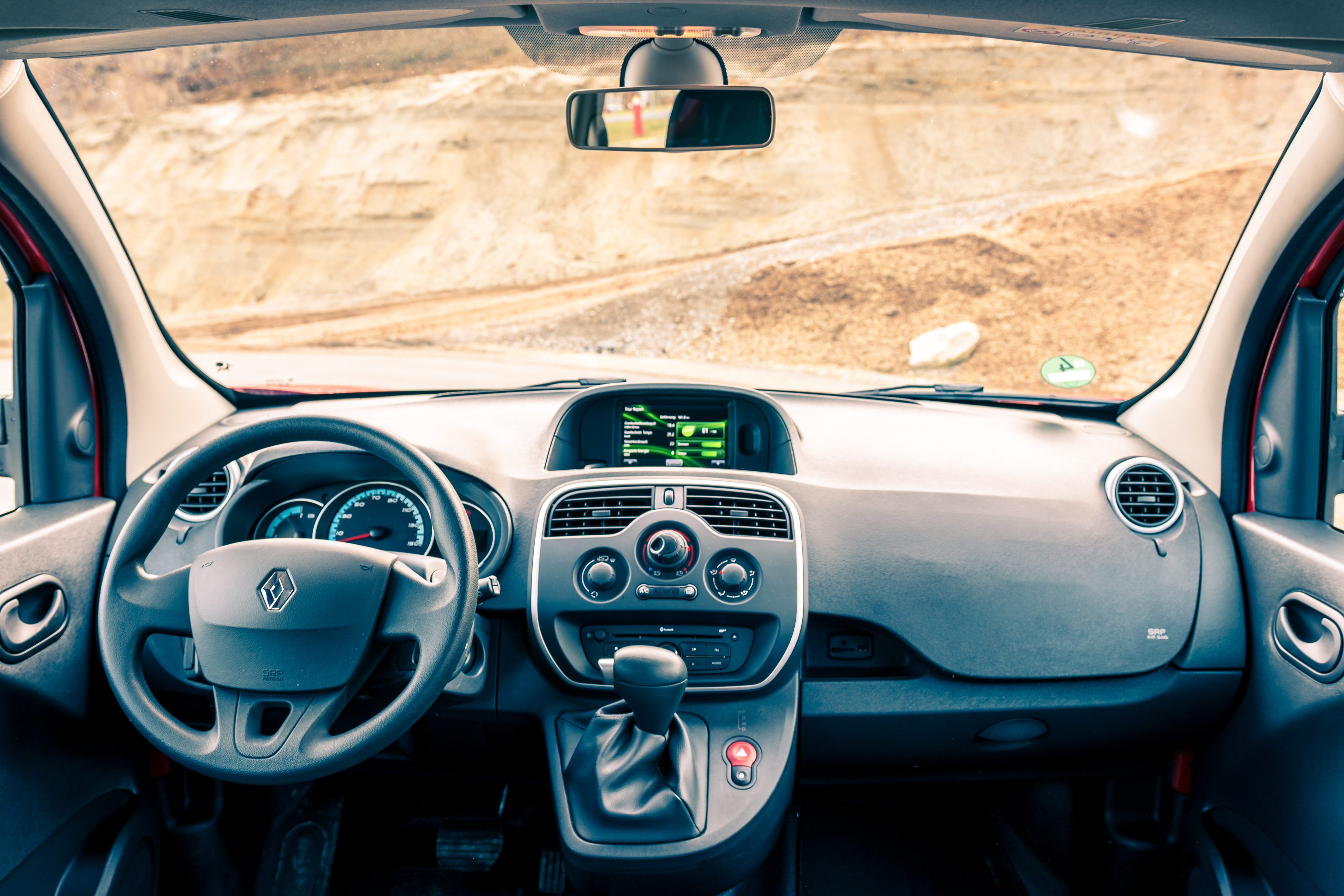
Intérieur.

## Autres variantes

### Kangoo Express Compact

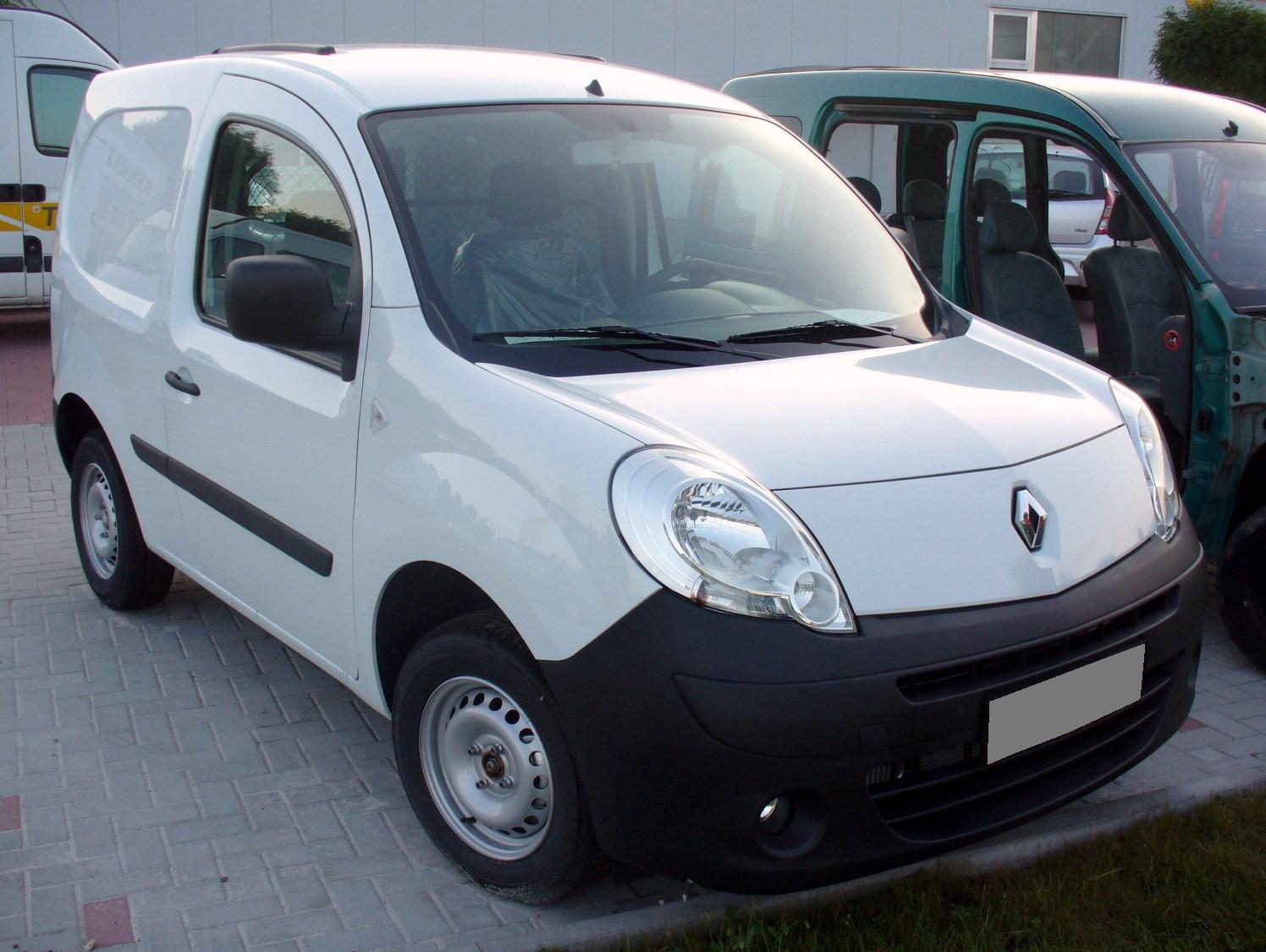
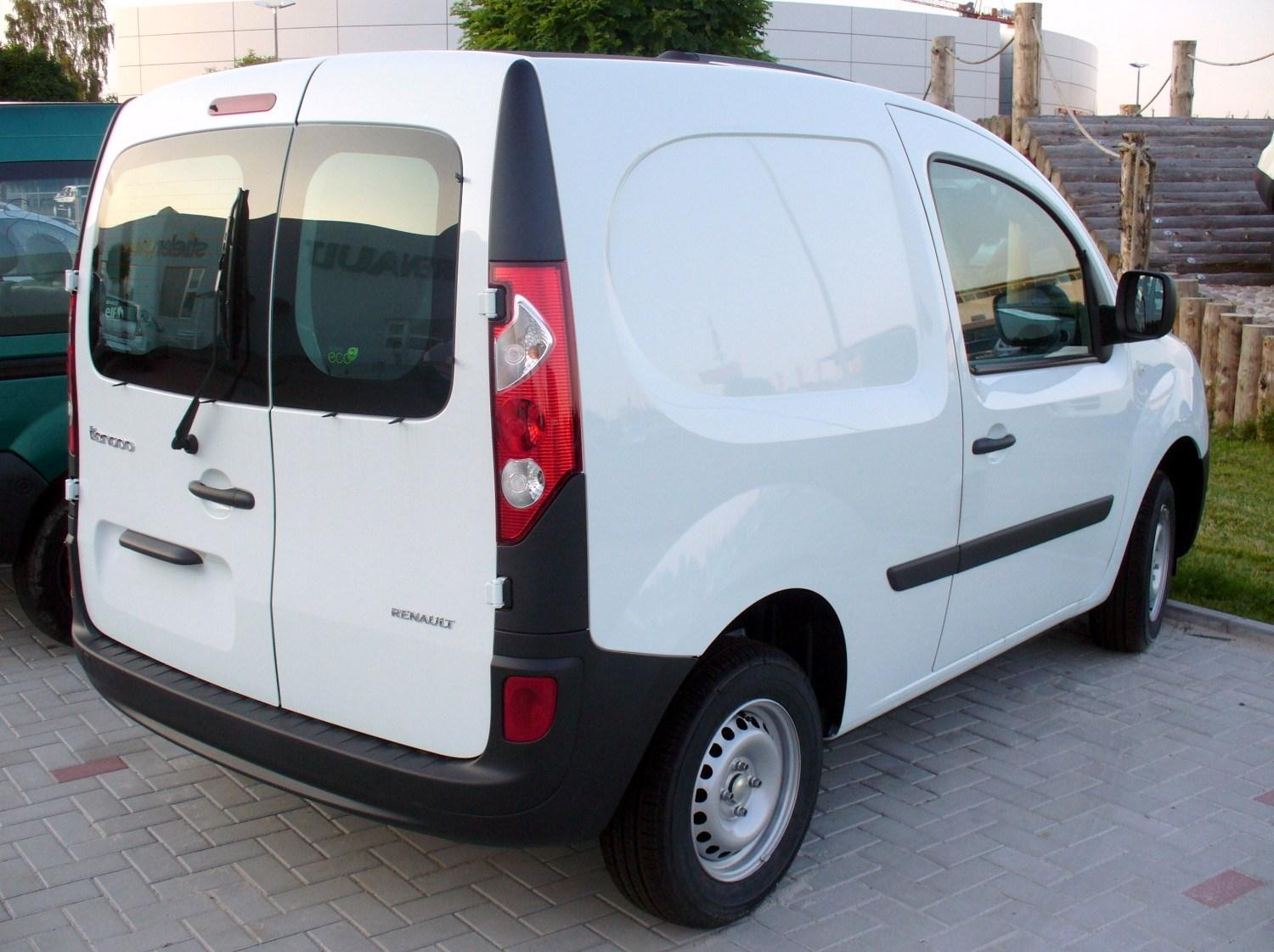
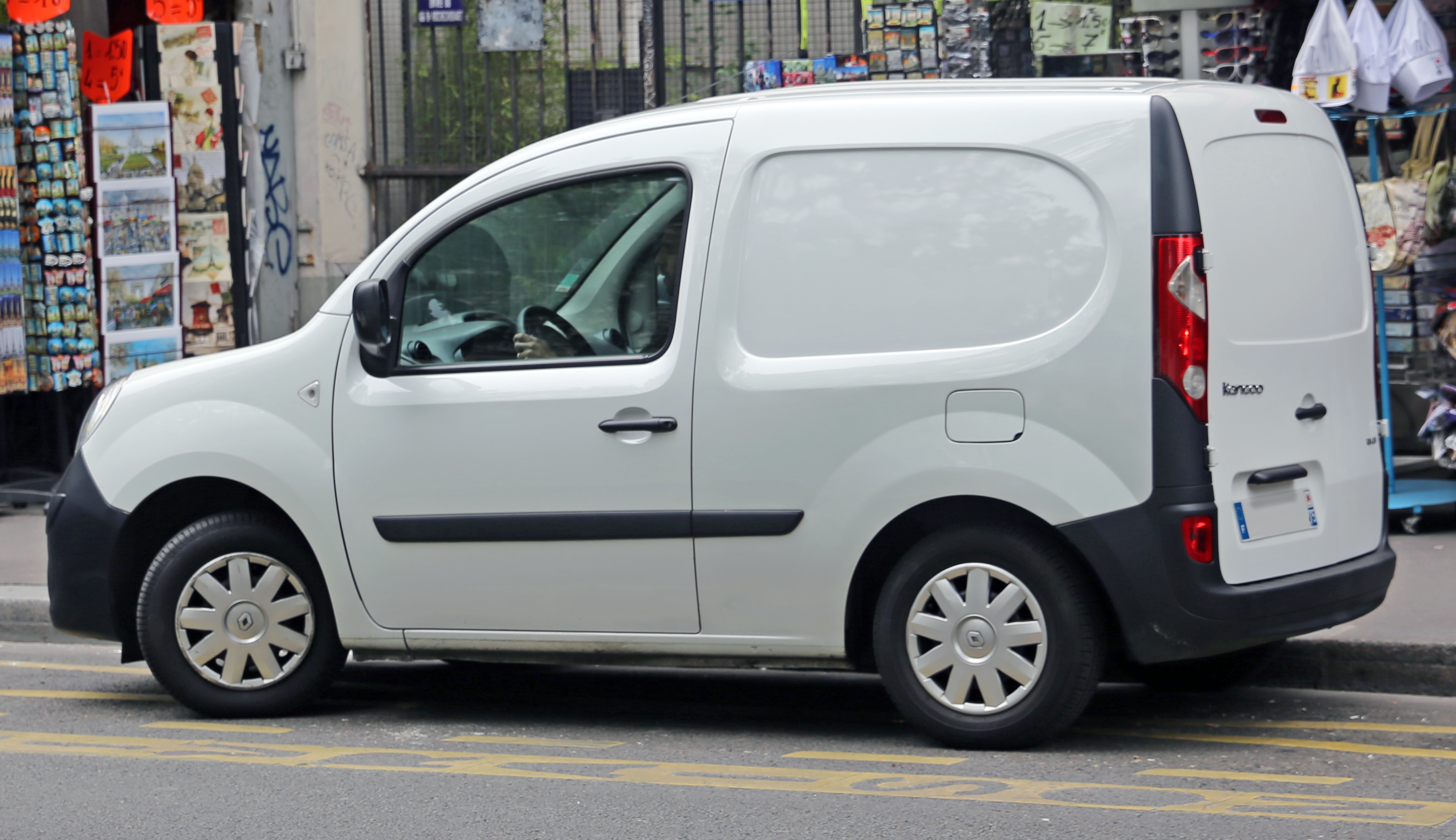

Annoncé en 2008, il subit un échec commercial, Renault décide alors de le rentabiliser en lançant une version Be Bop, elle aussi un échec.

### Kangoo Be Bop
Faisant suite au concept car Renault Kangoo Compact Concept révélé au Salon de l'automobile de Francfort 2007, le Renault Kangoo Be Bop est présenté en 2008 à l'occasion du Mondial de Paris. Ce modèle est long de 3,87 m (plus court de 34 cm) et ne disposant que de trois portes. Il est équipé d'un toit vitré coulissant à l'arrière, de 4 sièges (les sièges arrière sont indépendants et rehaussés) et d'une carrosserie bicolore. Sa garde au sol est rehaussée de 20 mm par rapport au Kangoo classique.
Il est motorisé par le 1.5 Dci (85 ch ou 103 ch) ou le 1.6 16v 106 ch,.
Jugé trop cher et peu pratique, le Kangoo Be Bop essuie un échec commercial particulièrement cinglant, avec seulement 1 400 exemplaires vendus durant sa courte carrière (de 2009 à 2011),.

Renault Kangoo Be Bop
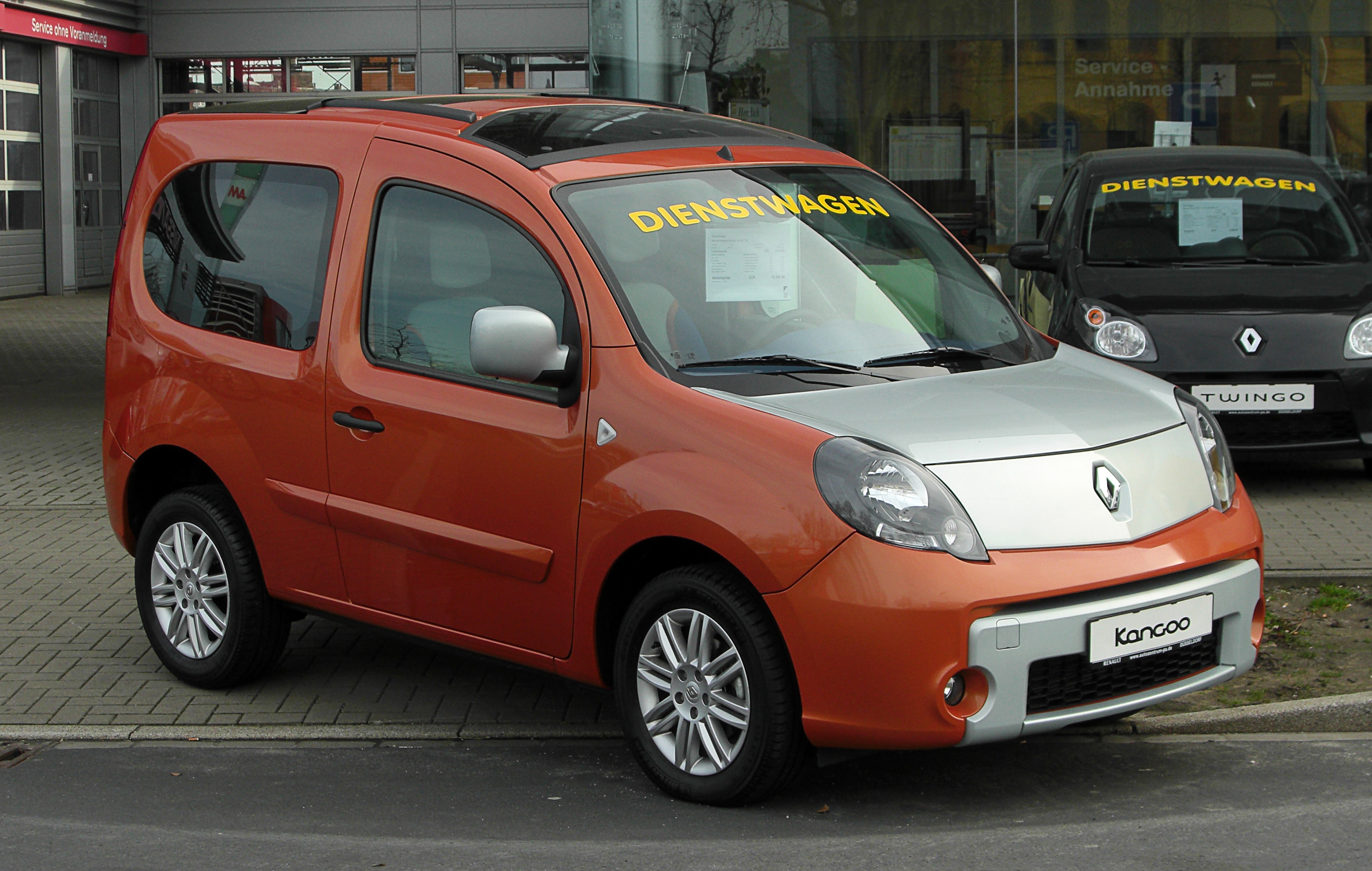
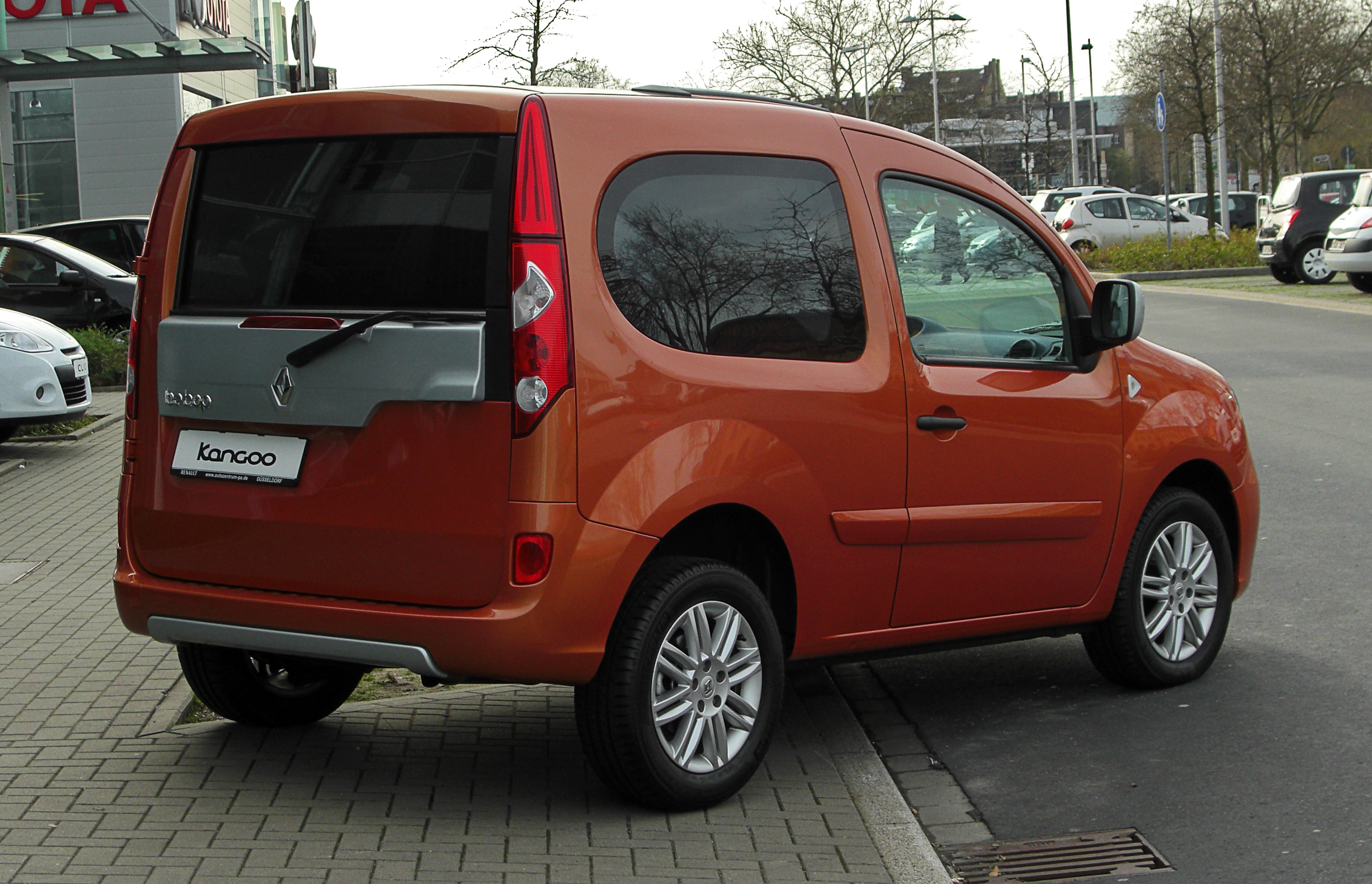
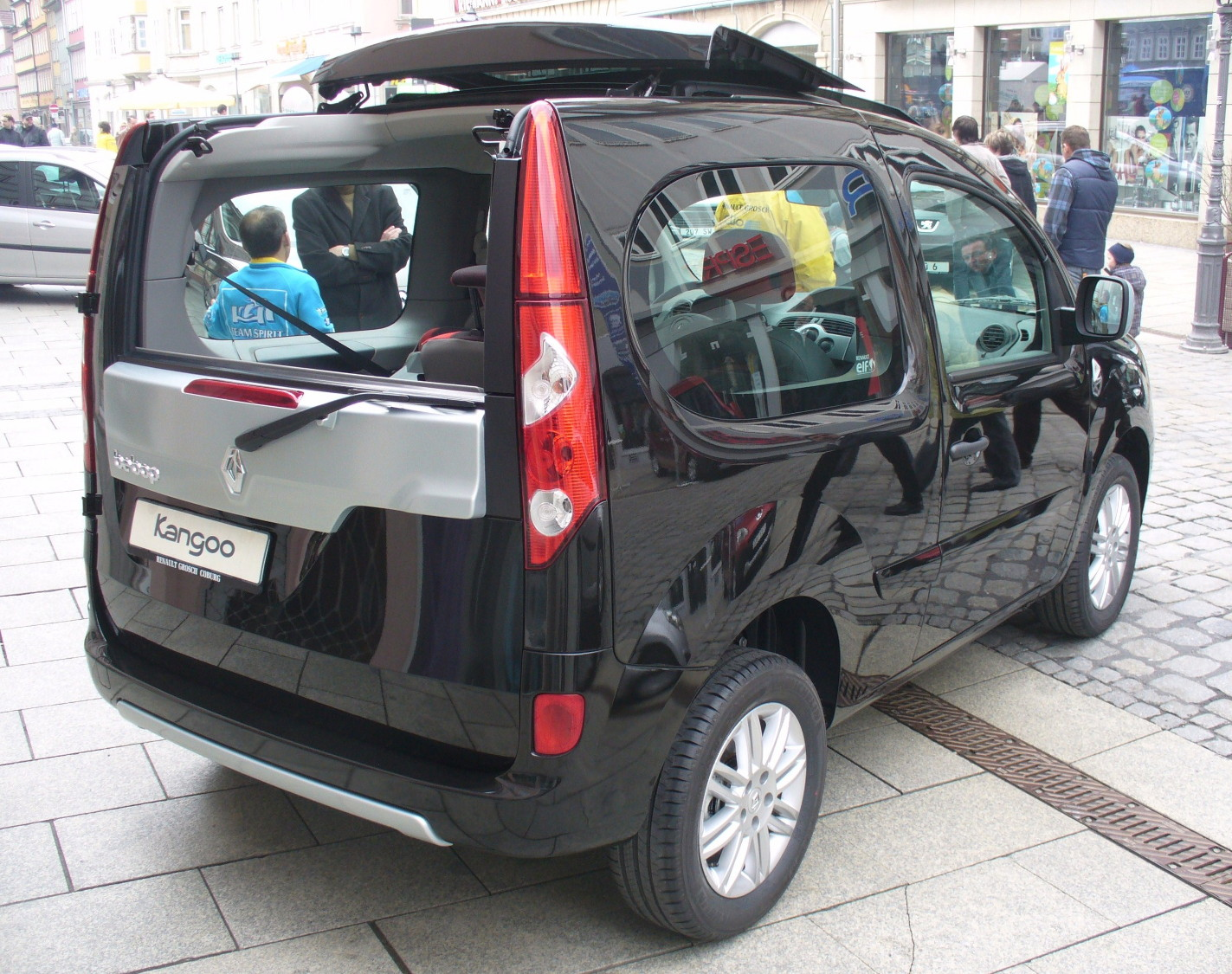

### Kangoo Express Maxi / Maxi 2 places

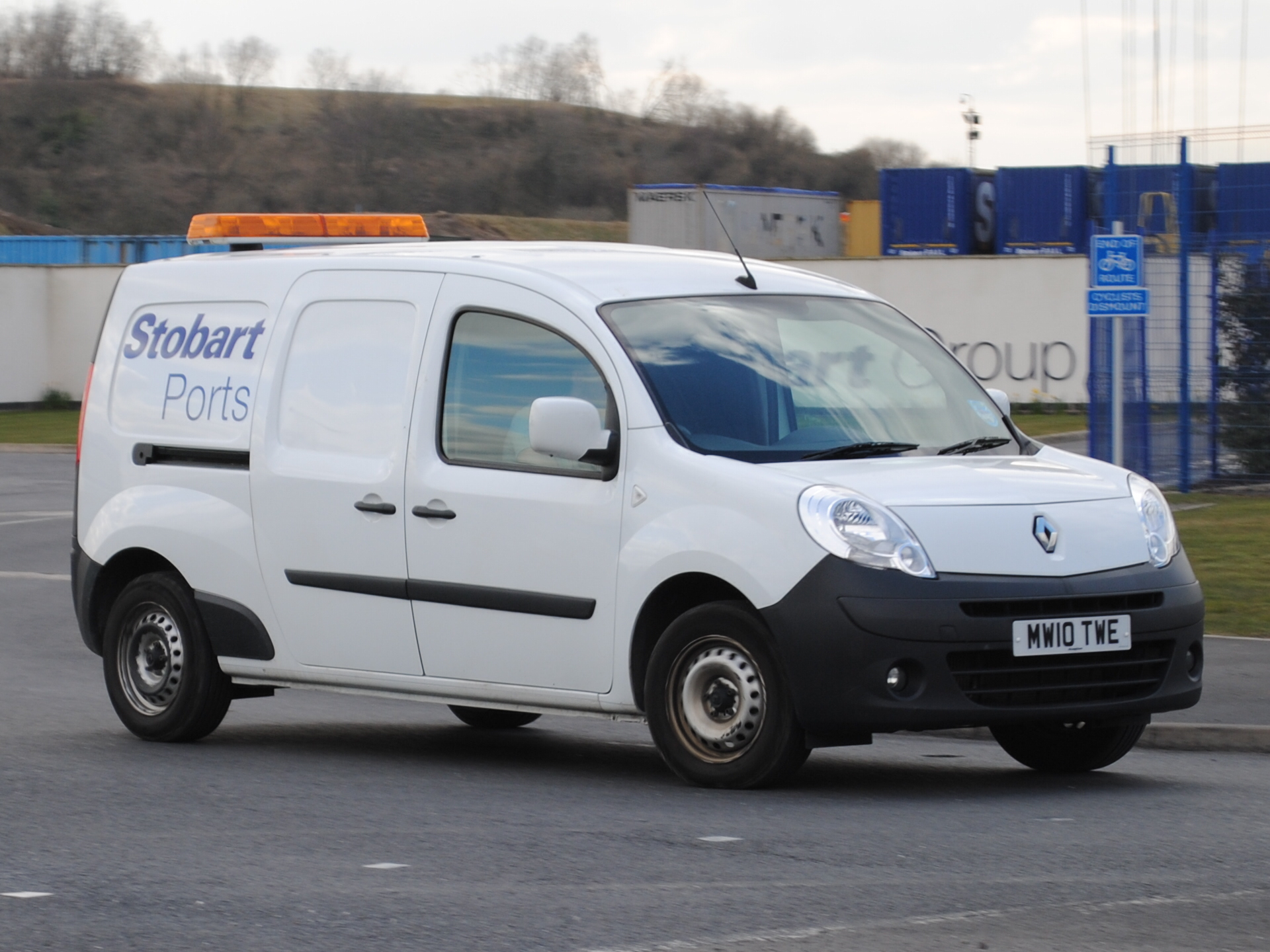
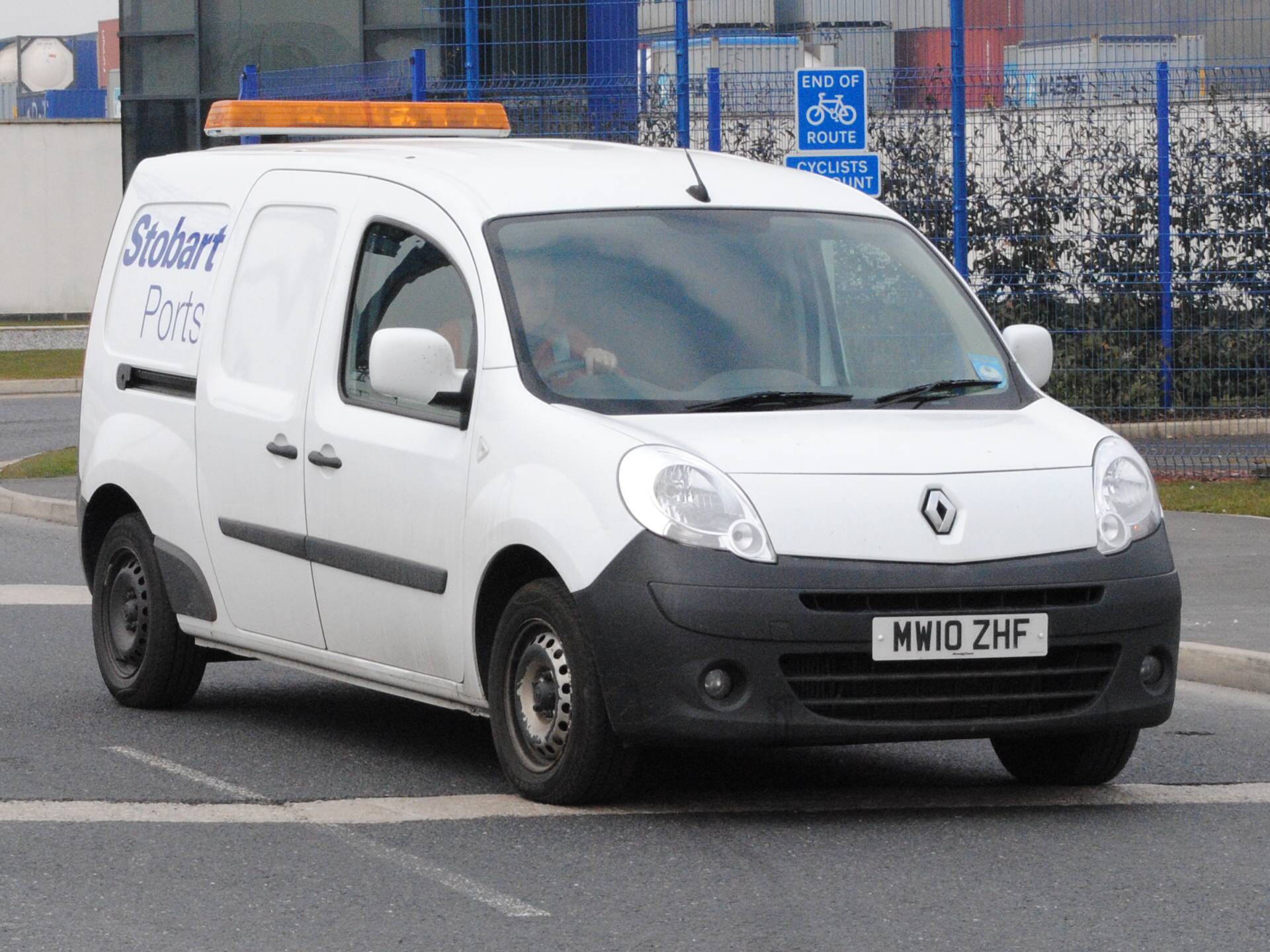
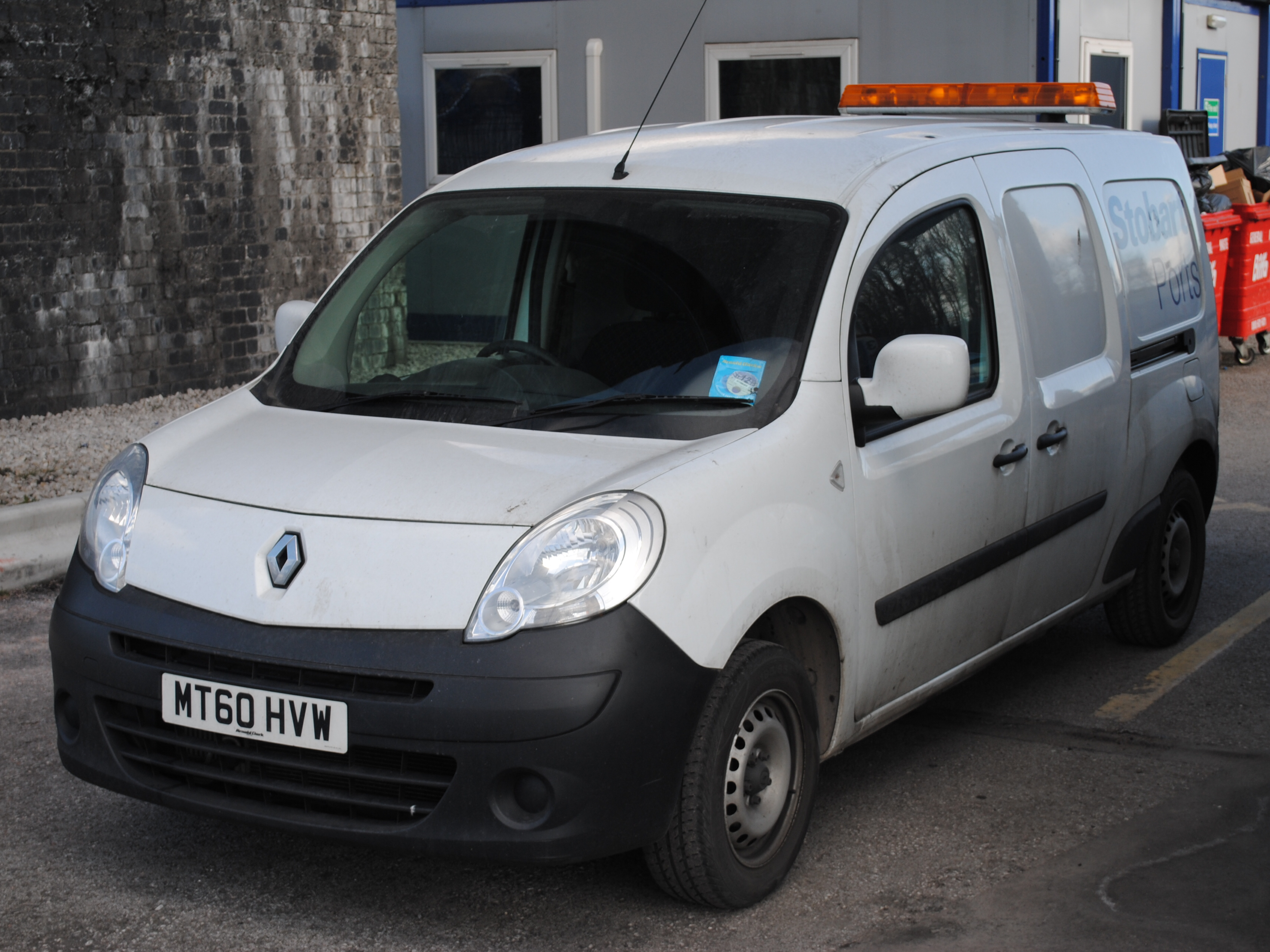

#### Maxi 5 places Cabine Approfondie

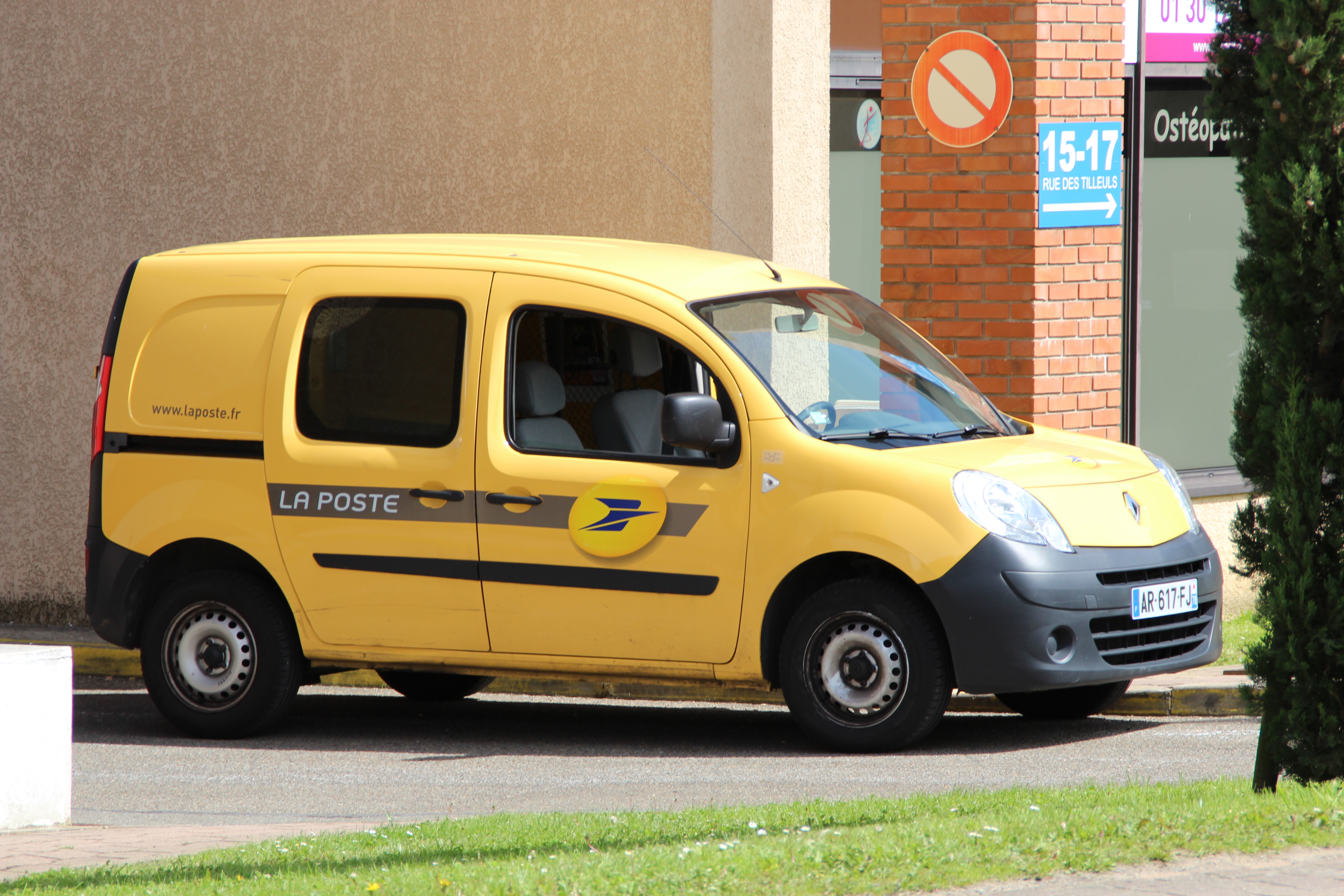

### Grand Kangoo

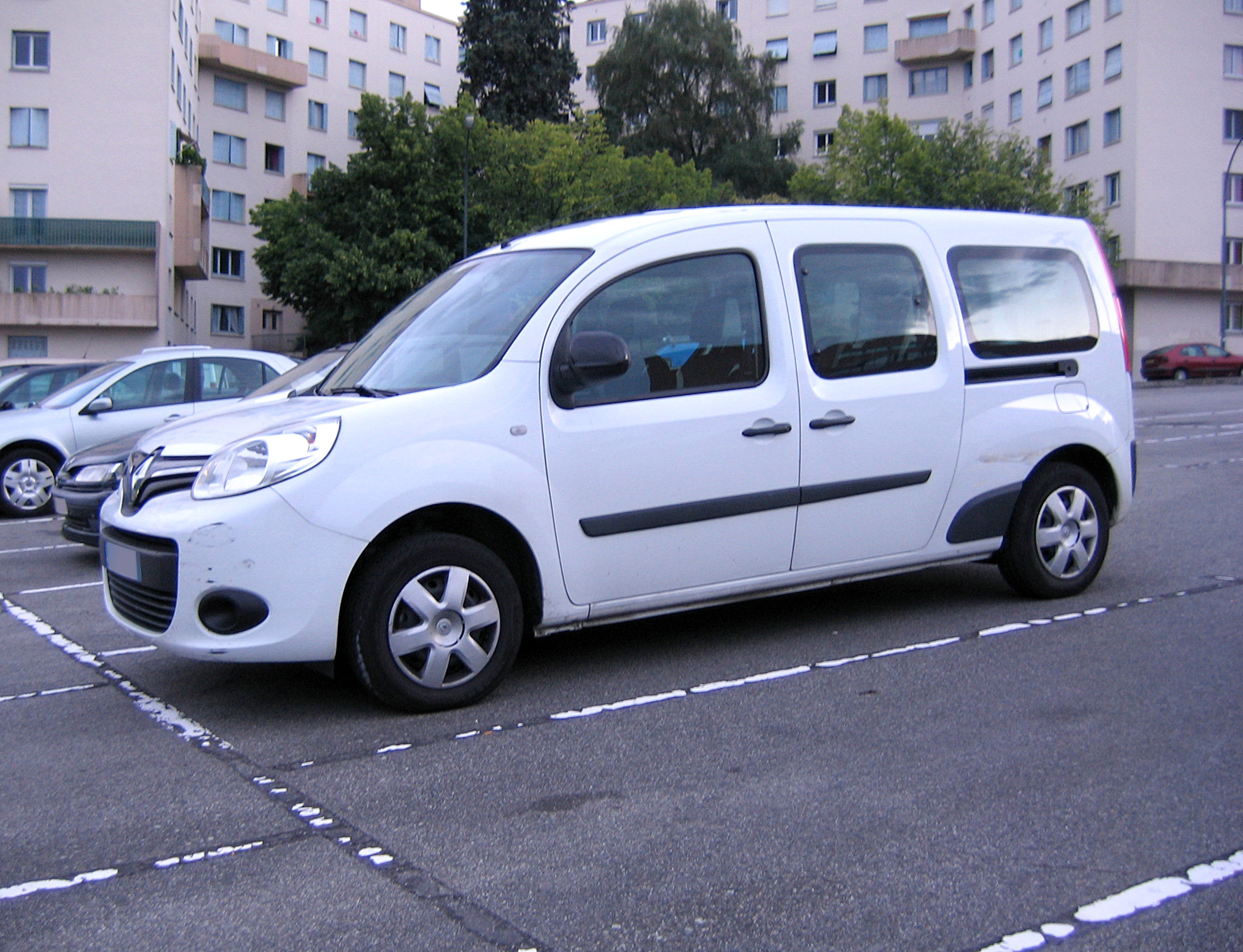

Une version 7 places du Kangoo, nommée Grand Kangoo, est commercialisée depuis le mois de juillet 2012.

### Kangoo Z.E. / E-Tech électrique
Ce modèle, produit dans le Nord-Pas-de-Calais (à Maubeuge) est la version électrique du Kangoo. La dénomination commerciale Z.E. signifiant Zéro émission lors du fonctionnement du véhicule (mais non lors de sa construction, son démantèlement ou recyclage, ni lors du processus de production de l'électricité). Le Kangoo Z.E. existe aussi en version longue, le Kangoo Maxi Z.E.
M-2017, le Kangoo Z.E. reçoit une nouvelle batterie Z.E. 33 (de 33 kWh au lieu des 20 kWh initiales) et un nouveau moteur de 44 kW/60 ch. Cela porte son autonomie à 230 km WLTP. Le temps de recharge est également amélioré.
En octobre 2017, le cap des 30 000 Kangoo Z.E. est atteint. Quasiment un quart de ce volume a été absorbé par un seul client : La Poste.
Fin 2019 est lancée une version hydrogène, appelée Kangoo Z.E. Hydrogen. Elle ajoute une petite pile à combustible Symbio de 5 kW associée à un réservoir à hydrogène offrant 1,78 kg de capacité (74 litres). Cette version porte l'autonomie à 370 km WLTP, un progrès de 140 km par rapport au Z.E. classique. Le Z.E. Hydrogen est fabriquée à Maubeuge puis convertie à l'hydrogène par Renault Tech sur le site de Heudeubouville, en Normandie.
En 2021, le Kangoo Z.E. est renommé Kangoo E-Tech électrique dans un souci d'harmonisation des appellations des véhicules électriques proposés par Renault. À noter, l'appellation Kangoo Electric est parfois utilisée sur certains supports de communication de la marque.
Cette année-là, le Kangoo II E-Tech électrique reste produit sur les chaînes d'assemblage de l'usine de Maubeuge, survivant à l'arrêt de la version thermique.

### Kangoo Maxi Z.E.
À la version d'origine du véhicule, s'ajoute la version équipée d'un prolongateur d'autonomie à hydrogène développé par la société grenobloise SymbioFCell, le "HY Kangoo Z.E." présenté au Mondial de l'Automobile 2012, permettant de dépasser les 320 km d'autonomie sans sacrifice au confort (maintien du chauffage d'habitacle).

### Mercedes-Benz Citan (W415)

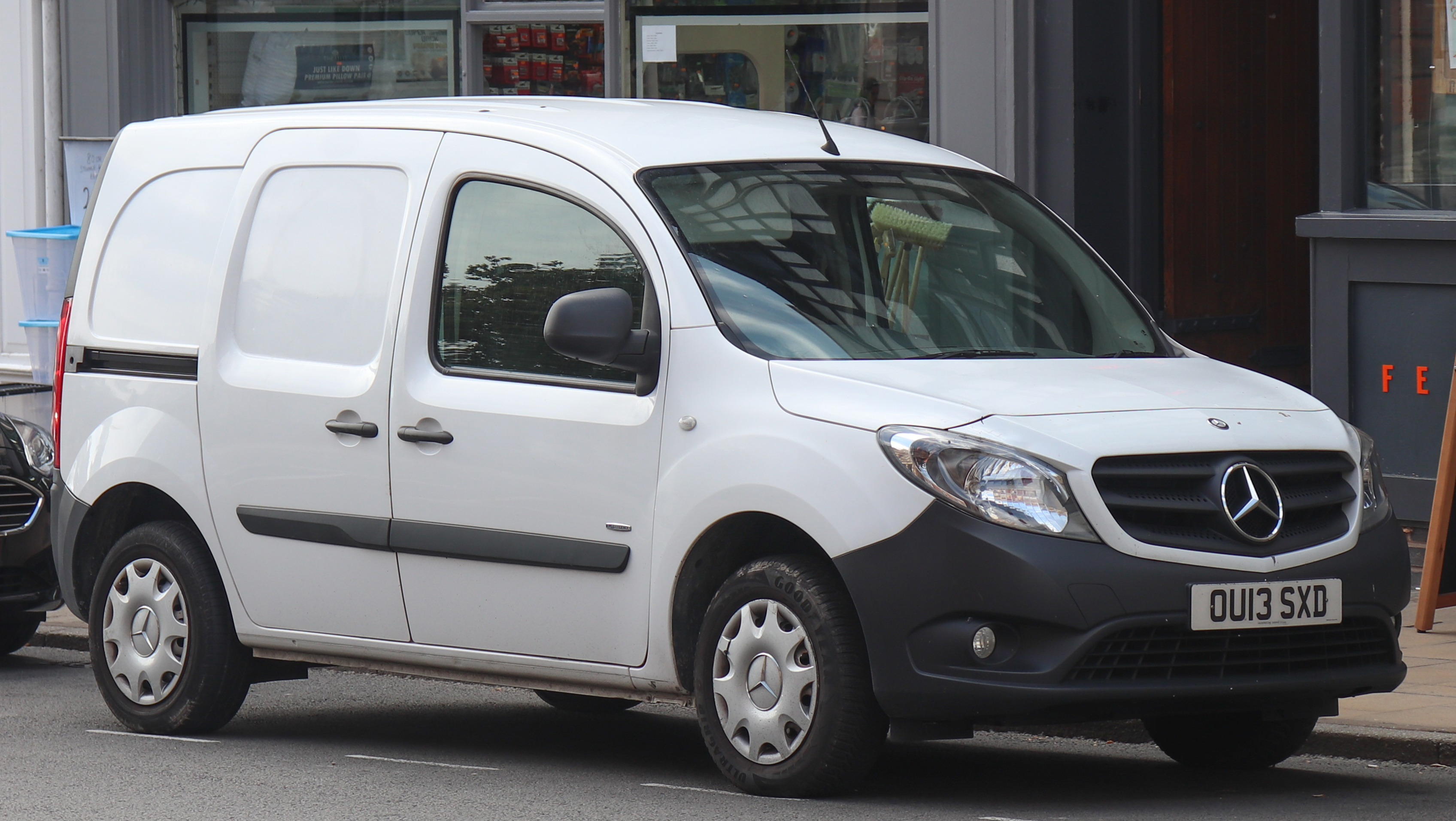
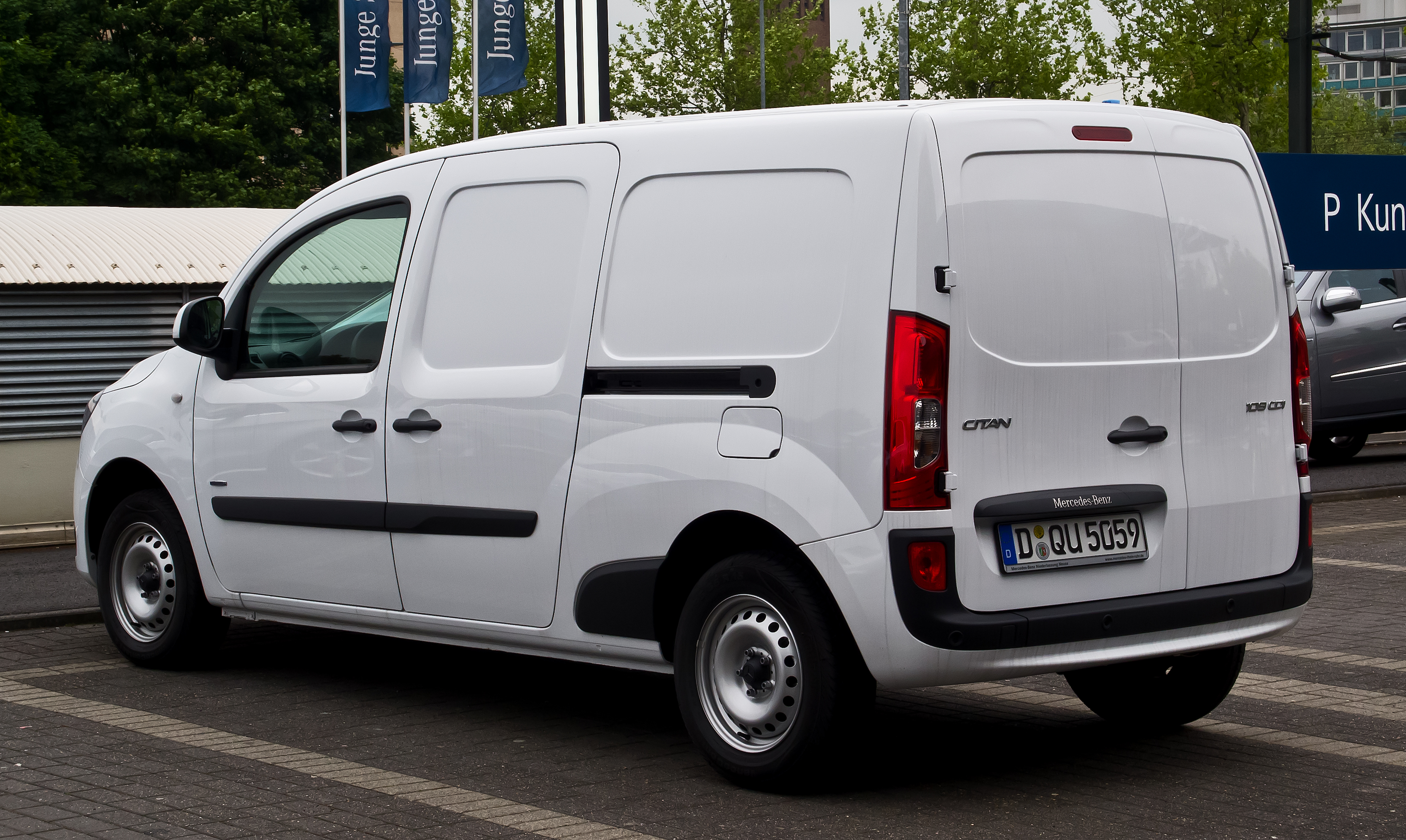

Le Mercedes Citan est un Kangoo avec une calandre spécifique, de nouveaux feux arrière ainsi qu'une nouvelle planche de bord mais qui garde les mêmes moteurs (pas d'électrique chez Mercedes), qui sont simplement renommés (1.5 dCi 75 devient 108 CDi, 1.5 dCi 90 devient 109 CDi et le 1.5 dCi 110 devient 111 CDi).

Il existe en véhicule utilitaire Citan fourgon comme en véhicule de tourisme, appelé Citan Tourer.

### Nissan NV250

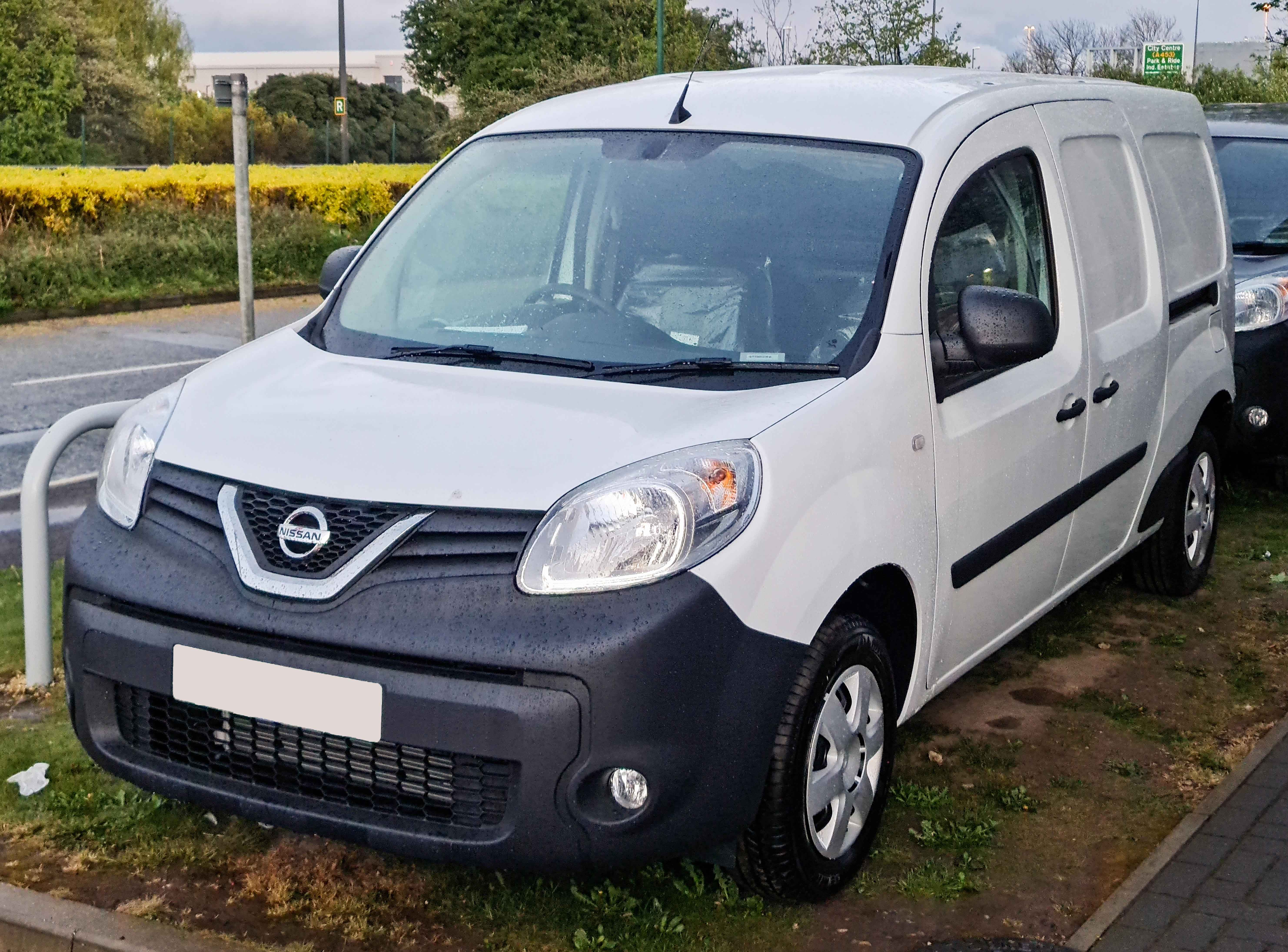
Nissan NV250.

Le Nissan NV250 est un véhicule utilitaire léger produit par Nissan de 2019 à 2021, dérivé du Renault Kangoo II, avec lequel il partage sa plateforme ainsi que ses motorisations. Le Nissan NV250 a été présenté en mai 2019 par Nissan. Il adopte la calandre en V typique de la marque japonaise.
Il n'est  commercialisé qu'à partir du mois de décembre 2019.
Il est équipé du 1.5 dCi de Renault disponible en 80, 95 et 115 chevaux. La version 80 ch n'est pas proposée sur le marché français. Les deux longueurs sont proposées.
Le Kangoo électrique ne sera pas décliné chez Nissan.
| Année | Production |
| ----- | ---------- |
| 2019  | 3 561      |
| 2020  | 2 282      |
| 2021  | 4 475      |
| Total | 10 318     |

## Motorisations
La motorisation de certains Kangoo pose un problème, qui conduit à un procès dont l'instruction est toujours en cours en mai 2025
- De 2012 à 2018, Renault-Dacia et Nissan produisent des moteurs essence 1.2 Tce (DIG-T pour Nissan), ils équipent de très nombreux modèles : Renault Mégane (3 et 4), Scenic et Grand Scenic (3 et 4), Kangoo 2, Clio 4, Captur et kadjar, Dacia Dokker, Duster 1 et 2, et Lodgy, Nissan Juke, Qashqai et Pulsar, ainsi que quelques rares Mercedes Citan
- En mai 2015 apparait la note interne Renault Actis Solution 10575, elle établit un défaut menant à une surconsommation d'huile…Renault identifie alors un processus de dégradation menant à des cas de fusion soupape, ce que le constructeur a pu reproduire en test dans ses ateliers de Valladolid
- Mai 2019, l'UFC Que Choisir lance l'alerte…des milliers de victimes se font connaître
- Janvier 2022, sous l'impulsion du groupe Facebook, les victimes parviennent à lancer l'action collective "Motorgate – casse moteur" qui sera menée par la plateforme MyLéo
- Juin 2023, faute de dialogue possible avec les constructeurs Renault et Nissan, une plainte pénale est déposée contre Renault auprès du parquet de Nanterre
- En juin 2024, une rencontre a lieu entre le vice-procureur de Nanterre, Maitre Christophe Lèguevaques et 2 membres de l'association Victimes du Motorgate (O. Blanchet et B. Fajeau)
- En mars 2025 le parquet de Nanterre n'a toujours pas communiqué les conclusions de ses investigations

## Finitions
Finitions du Kangoo en France [Quand ?]:
- Life
- Zen
- Extrem
- Intens

### Séries spéciales

#### Véhicule particulier
- I-Music (Royaume-Uni uniquement)[21]
- The Simpsons (Belgique et Luxembourg uniquement)[22]
- TomTom Edition[23]
- Limited[24]
- La Poste (Japon uniquement)[25]
- Iconic[26]
- Limited Diesel MT (Japon uniquement)[27]

#### Version utilitaire
- Pro+
- Meilleurs Ouvriers de France[28]